# Pucka Ławeczka Herbowa
Pucka Ławeczka Herbowa – ławka pomnikowa zlokalizowana na Placu Wolności w Pucku, z rzeźbami lwa i łososia nawiązującymi do herbu miasta.
Pomnik jest dziełem gdańskiego artysty rzeźbiarza Stanisława Szwechowicza. Przedstawia odlaną w brązie kompozycję rzeźbiarską składającą się z naturalnych rozmiarów lwa trzymającego łososia oraz ławeczki. Projekt zrealizowano w ramach programu pod nazwą: Puck - z przeszłością w przyszłość.